# Victor Langlois
Victor Langlois (20 de março de 1829 - 14 de maio de 1869) foi um historiador, arqueólogo, professor, numismata e orientalista francês especializado sobre a história e cultura armênia, em especial na Idade Média.
Ele é autor de mais de trinta livros sobre a história da Armênia, em uma carreira acadêmica particularmente curta.